# Peter Persidis
Peter Persidis (Bécs, 1947. március 8. – Bécs, 2009. január 21.) görög származású osztrák válogatott labdarúgó, hátvéd, edző.

## Pályafutása

### Klubcsapatban
1967 és 1971 között a First Vienna labdarúgója volt. 1973-ban a görög Olimbiakósz csapatához szerződött, ahol három idényen át szerepelt. A pireuszi csapattal három bajnoki címet és két görög kupa gözelmet ért el. 1975 és 1982-ben a Rapid Wien játékosa volt. A Rapiddal egy-egy bajnoki címet és osztrák kupa győzelmet szerzett. 1982-ben vonult vissza az aktív labdarúgástól.

### A válogatottban
1976 és 1978 között hét alkalommal szerepelt az osztrák válogatottban. Tagja volt az 1978-as argentínai világbajnokságon részt vevő csapatnak.

### Edzőként
1986-87-ben a VSE St. Pölten, 2001-ben a Rapid Wien vezetőedzője volt.

## Sikerei, díjai
Olimbiakósz
- Görög bajnokság
  - bajnok (3): 1972–73, 1973–74, 1974–75
- Görög kupa
  - győztes (2): 1973, 1975

 Rapid Wien
- Osztrák bajnokság
  - bajnok (1): 1981–82
- Osztrák kupa
  - győztes (1): 1976